# Ranunculus pseudotrullifolius
Ranunculus pseudotrullifolius là một loài thực vật có hoa trong họ Mao lương. Loài này được Skottsb. miêu tả khoa học đầu tiên.